# Mala Powers
Mary Ellen „Mala“ Powers (* 20. Dezember 1931 in San Francisco, Kalifornien; † 11. Juni 2007 in Burbank, Kalifornien) war eine US-amerikanische Schauspielerin. In ihrer langjährigen Karriere spielte sie in über 100 Film- und Fernsehproduktionen mit.

## Leben und Werk
Mary Ellen Powers wurde als Tochter eines Journalistenpaares in San Francisco geboren, zog aber im Alter von neun Jahren mit ihrer Familie nach Los Angeles, wo sie auch aufwuchs. Im Sommer 1940 nahm Powers an einem Kinderschauspiellehrgang, dem Max Reinhardt Junior Workshop teil, und spielte so erstmals vor einem größeren Publikum. Diese Erfahrung weckte in ihr die Leidenschaft für das Schauspiel. Sie nahm daraufhin Unterricht bei der Schauspielerin Helene Thimig, der zweiten Ehefrau Max Reinhardts, und hatte schließlich elfjährig in William Nighs Kinderfilm Tough As They Come (1942) ihr Debüt vor der Kamera.
Trotz dieser ersten Filmerfahrung arbeitete sie zunächst für den Funk, wo sie diversen Hörfunkproduktionen ihre Stimme lieh. Anfang der 1950er Jahre startete sie mit den Filmen Auf des Schicksals Schneide und Outrage (1950) dann ihre umfassende Filmkarriere. Filmregisseur Stanley Kramer wurde auf sie aufmerksam und besetzte sie als Roxane in Der Letzte Musketier (Cyrano de Bergerac), wo sie an der Seite von José Ferrer spielte. Für ihre Darbietung in diesem Film wurde die Neunzehnjährige mit einer Golden Globe Award Nominierung geehrt.
Während einer Veranstaltung der United Service Organizations für die Truppen im Koreakrieg im Jahr 1951 erkrankte sie an einer Blutkrankheit. Sie wurde daraufhin mit einem Medikament behandelt, das eine allergische Reaktion bei ihr verursachte und so zum Verlust von Knochenmark führte. Sie lag zu diesem Zeitpunkt im Sterben. Ihre Genesung dauerte fast neun Monate, dennoch arbeitete sie mit Hilfe starker Medikamente. Filme wie Die Stadt unter dem Meer, Die Rose von Cimarron (1952/53) entstanden. Nach ihrer vollständigen Genesung wirkte sie in einer Reihe von B-Filmen des Western- und Science-Fiction-Genres sowie in unzähligen Fernsehfilmen und -serien mit.
Powers war neben der Arbeit auf der Bühne und vor der Kamera auch als Dozentin für das Schauspiel für diverse Universitäten in den Vereinigten Staaten tätig. Sie starb im Alter von 75 Jahren auf einer Vortragsreise im Providence St. Joseph Medical Center in Burbank, Kalifornien.
Mala Powers war in erster Ehe mit Monte Vanton verheiratet; aus dieser Beziehung entstammt ihr einziger Sohn Toren. 1970 heiratete sie den Verleger M. Hughes Miller, mit dem sie bis zu dessen Tod 1989 verheiratet blieb. 
In Anerkennung ihrer Arbeit wurde sie mit einem Stern auf dem Hollywood Walk of Fame geehrt.

## Filmografie (Auswahl)
- 1950: Outrage
- 1950: Auf des Schicksals Schneide (Edge of Doom)
- 1950: Der letzte Musketier (Cyrano de Bergerac)
- 1952: Die Rose von Cimarron (Rose of Cimarron)
- 1953: Die Stadt unter dem Meer (City Beneath the Sea)
- 1953: Chicago – 12 Uhr Mitternacht (City That Never Sleeps)
- 1954: Gold aus Nevada (The Yellow Mountain)
- 1955: Die Stadt der toten Seelen (Rage at Dawn)
- 1957: Tammy (Tammy and the Bachelor)
- 1957: Der Sturmreiter (The Storm Rider)
- 1958: Der Koloss von New York (The Colossus of New York)
- 1959–66: Perry Mason (Fernsehserie, 5 Folgen)
- 1960–63: Hawaiian Eye (Fernsehserie, 4 Folgen)
- 1965–66: Hazel (Fernsehserie, 10 Folgen)
- 1967–68: Verliebt in eine Hexe (Fernsehserie, 2 Folgen)
- 1972: Hydra verschollen in Galaxis 4 (Doomsday Machine)
- 1979: Drei Engel für Charlie (Fernsehserie, Folge Wenn Engel Geburtstag feiern (Angels Remembered))